# Egesina anterufulipennis
Egesina anterufulipennis là một loài bọ cánh cứng trong họ Cerambycidae.